# 大和葛城山
大和葛城山（やまとかつらぎさん）は、奈良県御所市と大阪府南河内郡千早赤阪村との境に位置する標高959.2mの山である。単に葛城山と呼ばれることもある。
大阪府最高峰であり、日本三百名山にも選定されている。

## 概要
大和葛城山は金剛生駒紀泉国定公園内にあり、北の二上山や南の金剛山に連なる金剛山地の山の一つである。かつては金剛山を含む葛城山脈を総称して葛城山と呼び、大和葛城山は大和国では戒那山（かいな — ）、天神山あるいは鴨山と呼ばれ、河内国では篠峰（しのがみね）と呼ばれた。山頂付近は葛城高原と呼ばれ、ツツジの開花時期には多くの観光客が訪れる。

## 登山道

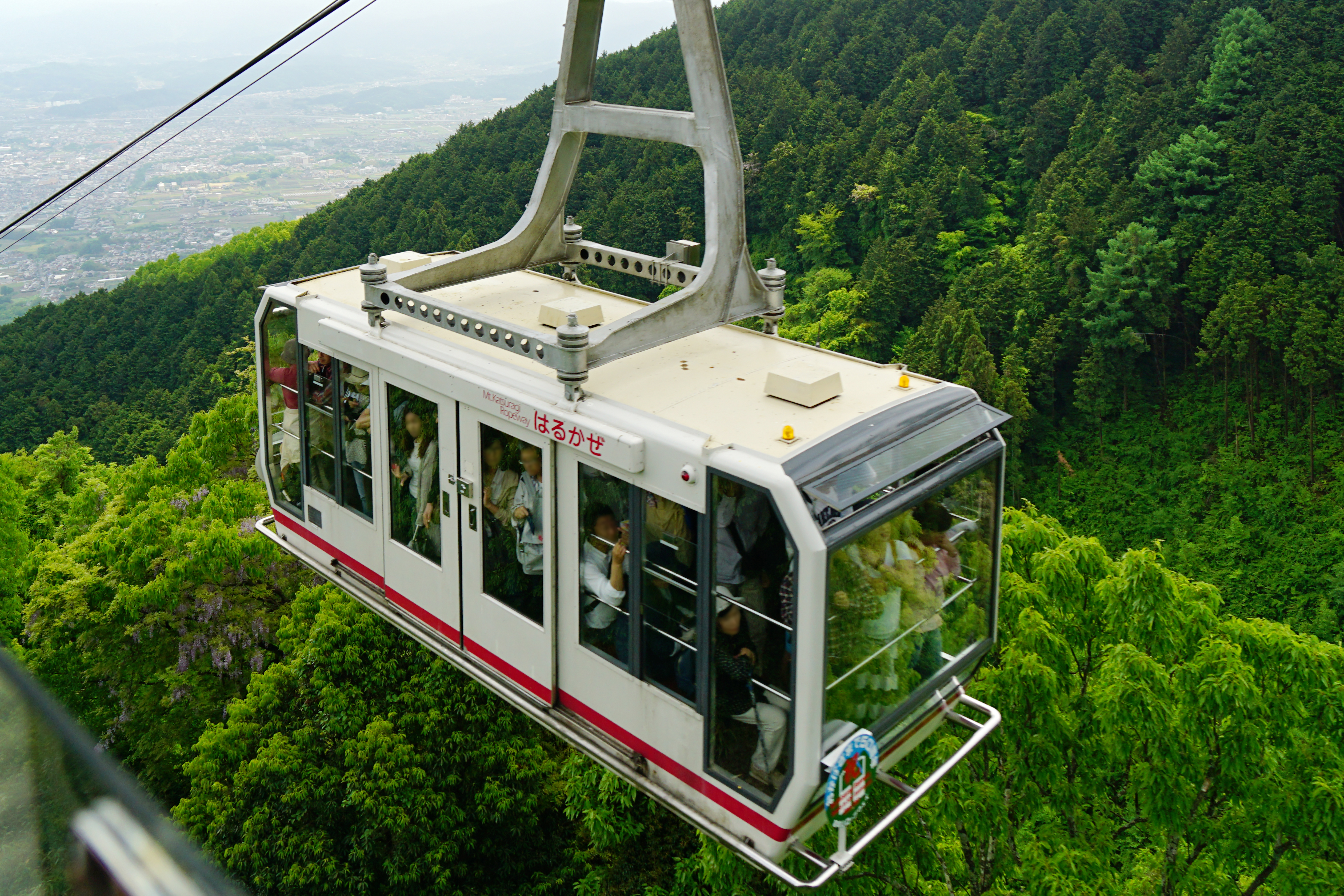
葛城山ロープウェイ

登山道は複数あり、奈良県御所市の麓から登る「櫛羅（くじら）の滝コース」（深谷道）と「北尾根コース」（秋津洲展望コース）のほか、「ダイヤモンドトレール」と呼ばれる二上山や金剛山からの縦走路、大阪府南河内郡の麓から登る「弘川寺道」や「天狗谷道」が知られている。
このうち御所市からの登山口は近鉄御所線御所駅から近く、駅からのバスが定期運行されている。登山口から山頂付近まで葛城山ロープウェイが運行されており、櫛羅の滝コースはほぼロープフェイに沿ったコースで、道中には櫛羅の滝や行者の滝がみられる。災害によりたびたび崩落し、通行止めとなることがあった。北尾根コースは櫛羅の滝コースと同じ登山口から、ロープウェイ北側の尾根を登ってダイヤモンドトレールに至る登山道である。近畿日本鉄道の観光案内によると「新登山道」として紹介されているが、過去に登山道であったものを再整備したもので、2010年3月27日開通した。
天狗谷道の登山口へは近鉄長野線富田林駅から水越峠停留所まで金剛バスにより「千早線」として土日祝日のみ、路線バスが運行していたが、2023年12月に同社の事業廃止に伴い路線も廃止された。ダイヤモンドトレールは、大和葛城山と金剛山の間の水越峠で国道309号の旧道と交差しており、金剛バス千早線は峠近くのバス停まで運行されている。

## 観光

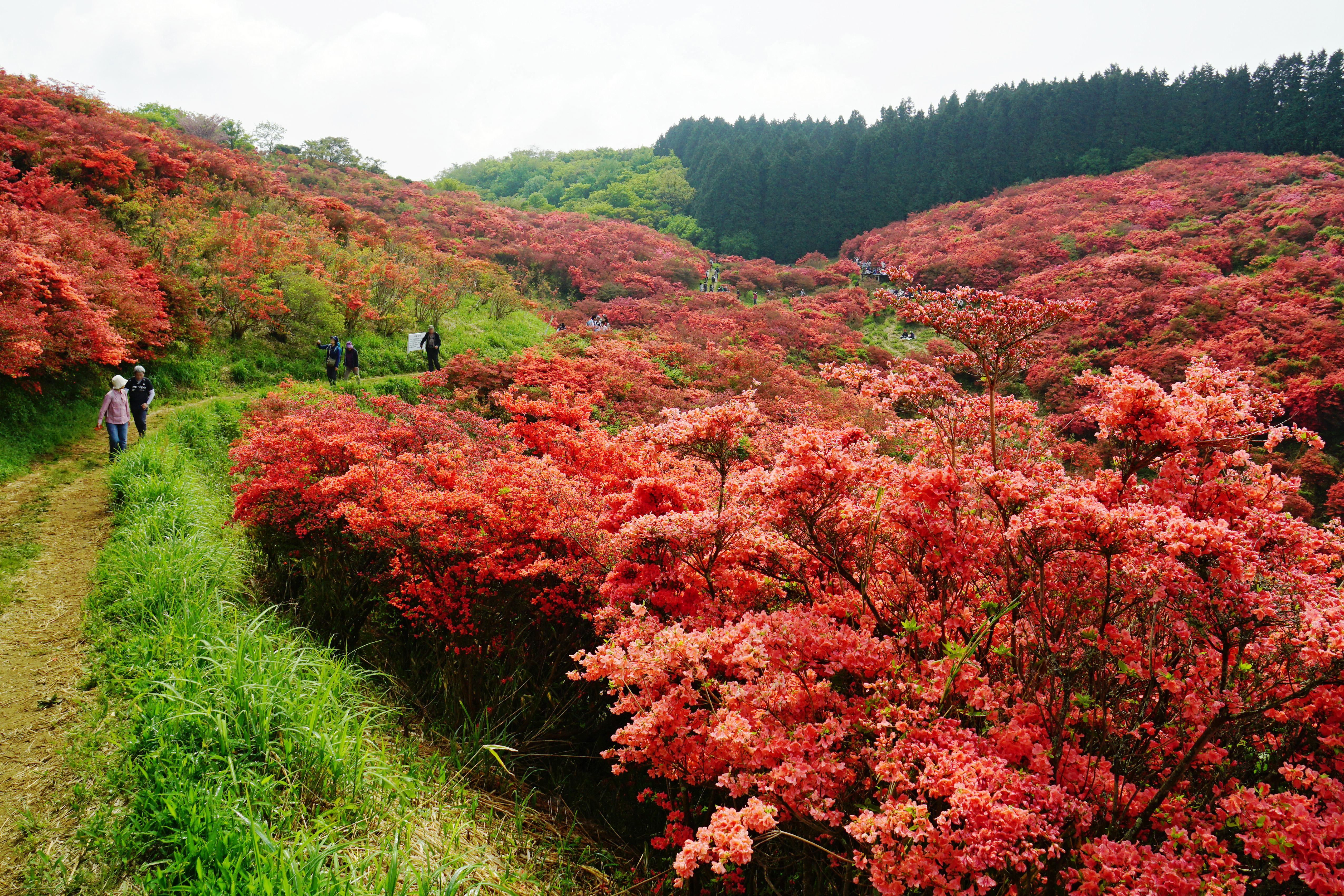
自然ツツジ園

山頂付近にツツジが多数植生しており、例年は5月上旬から咲き始め中旬に見頃を迎える。以前の山頂付近は笹で覆われていたが、1970年頃に笹が花を咲かせ、のちに一斉に枯れた。ツツジはその跡に自然に生えてきたものである。笹は自生力が大変強いために、ツツジを維持するため毎年2回笹刈りが行われている。
山頂付近に「葛城高原ロッジ」が設けられていて、宿泊施設や飲食店のほか日帰り入浴施設やキャンプ場を経営している。

### 名所・旧跡
- 自然ツツジ園
- 白樺食堂、展望デッキ
- 葛城天神社
- 天空のハッピーベル
- 櫛羅の滝
- 二の滝

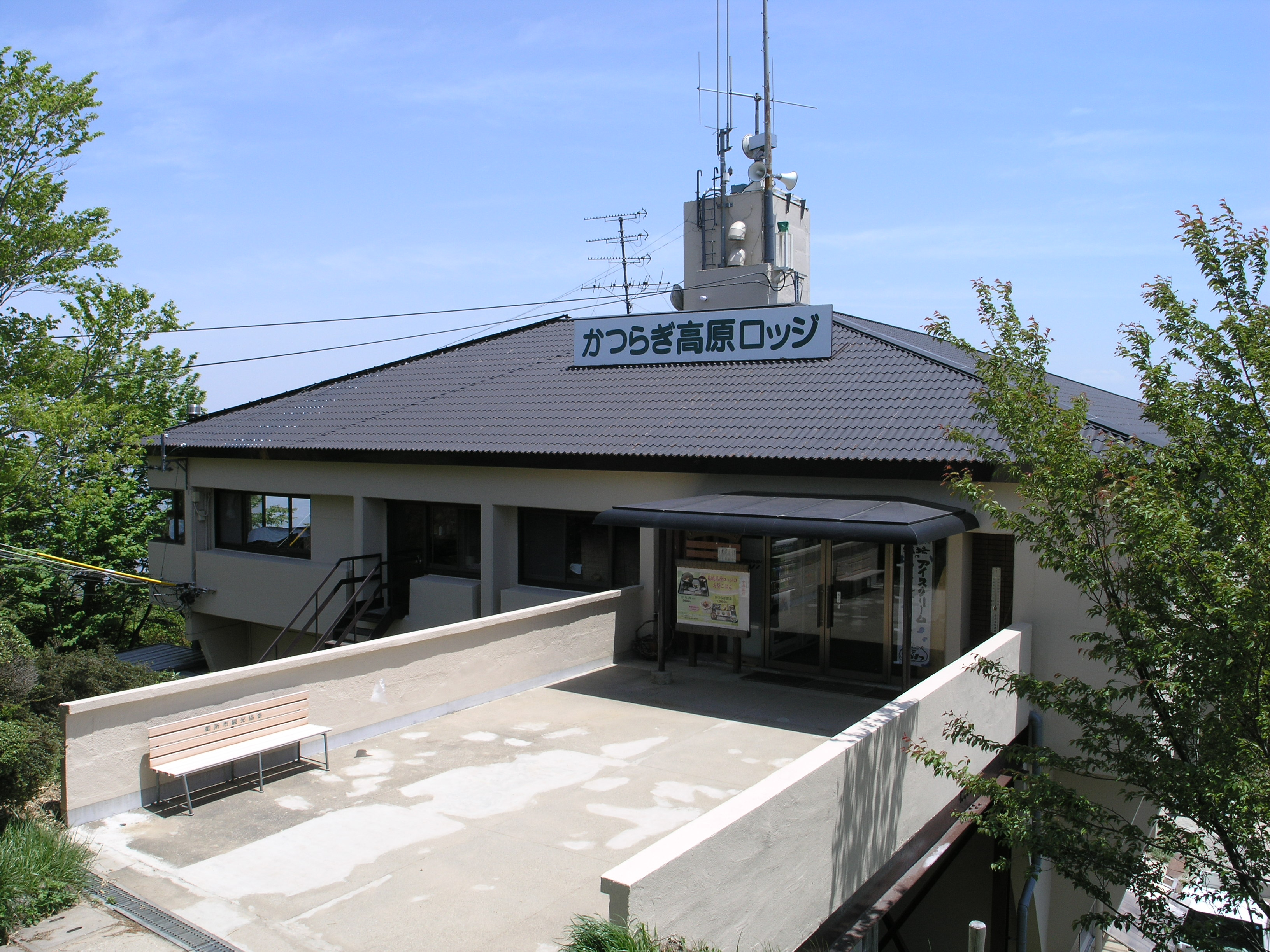
葛城高原ロッジ
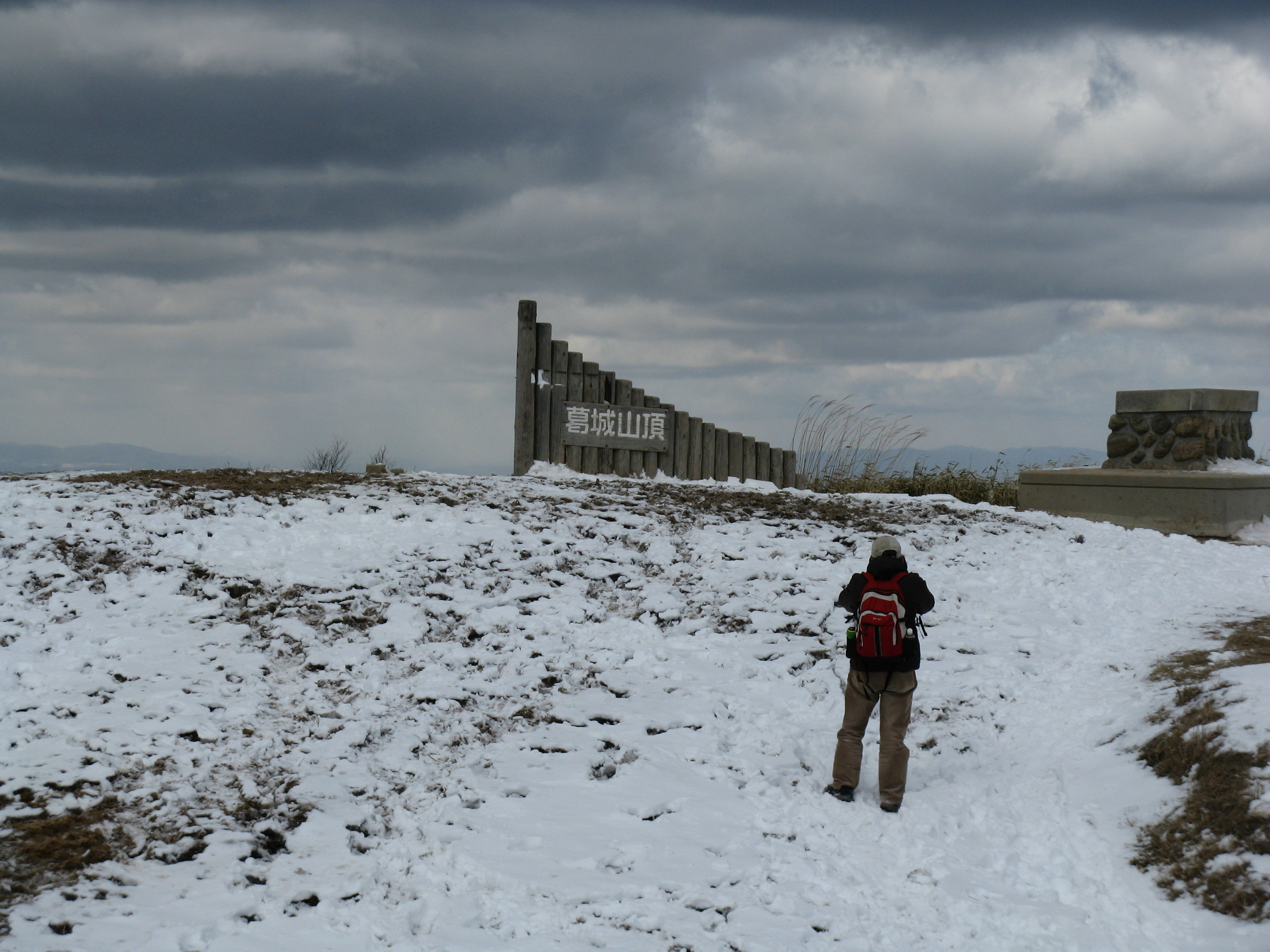
山頂
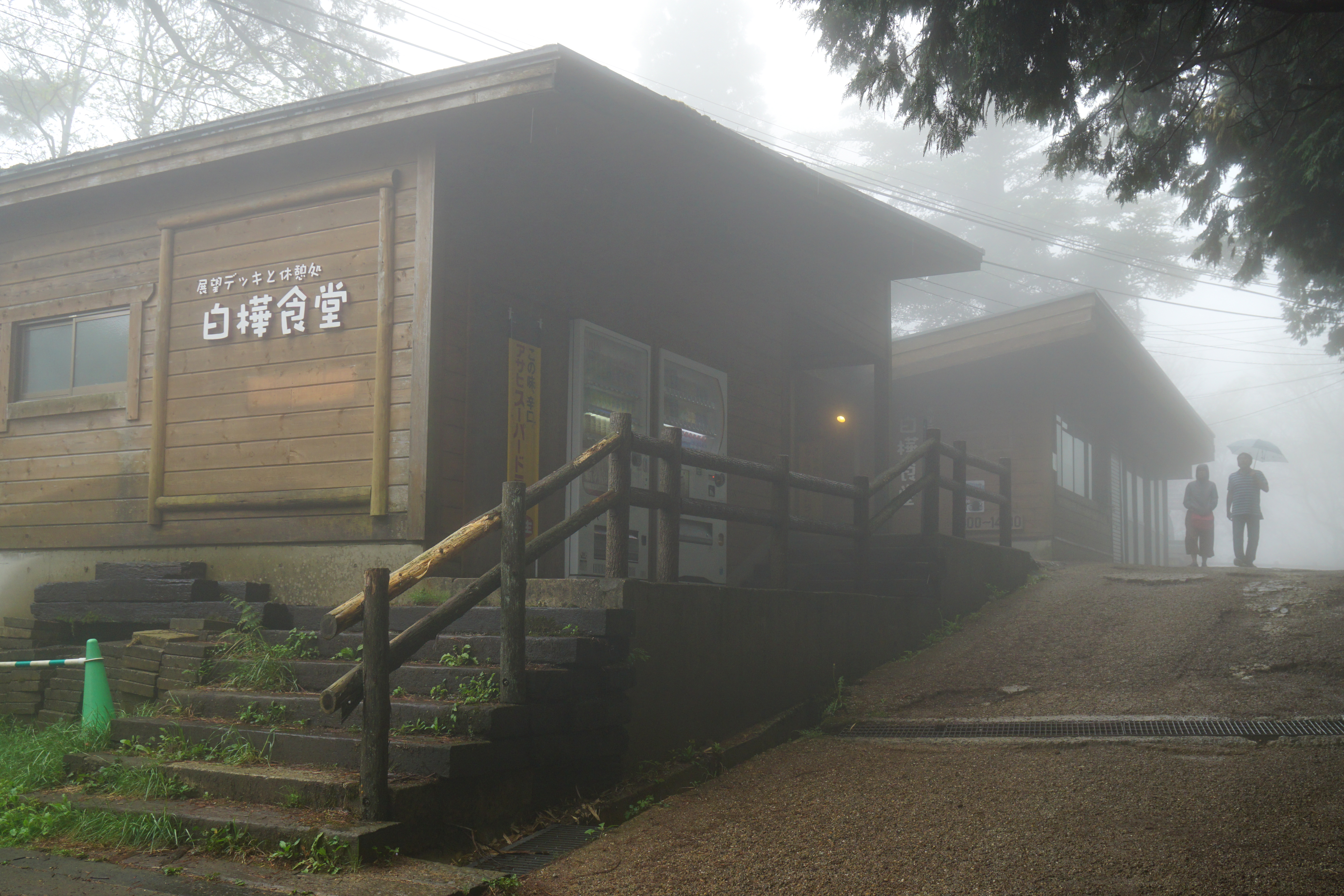
白樺食堂
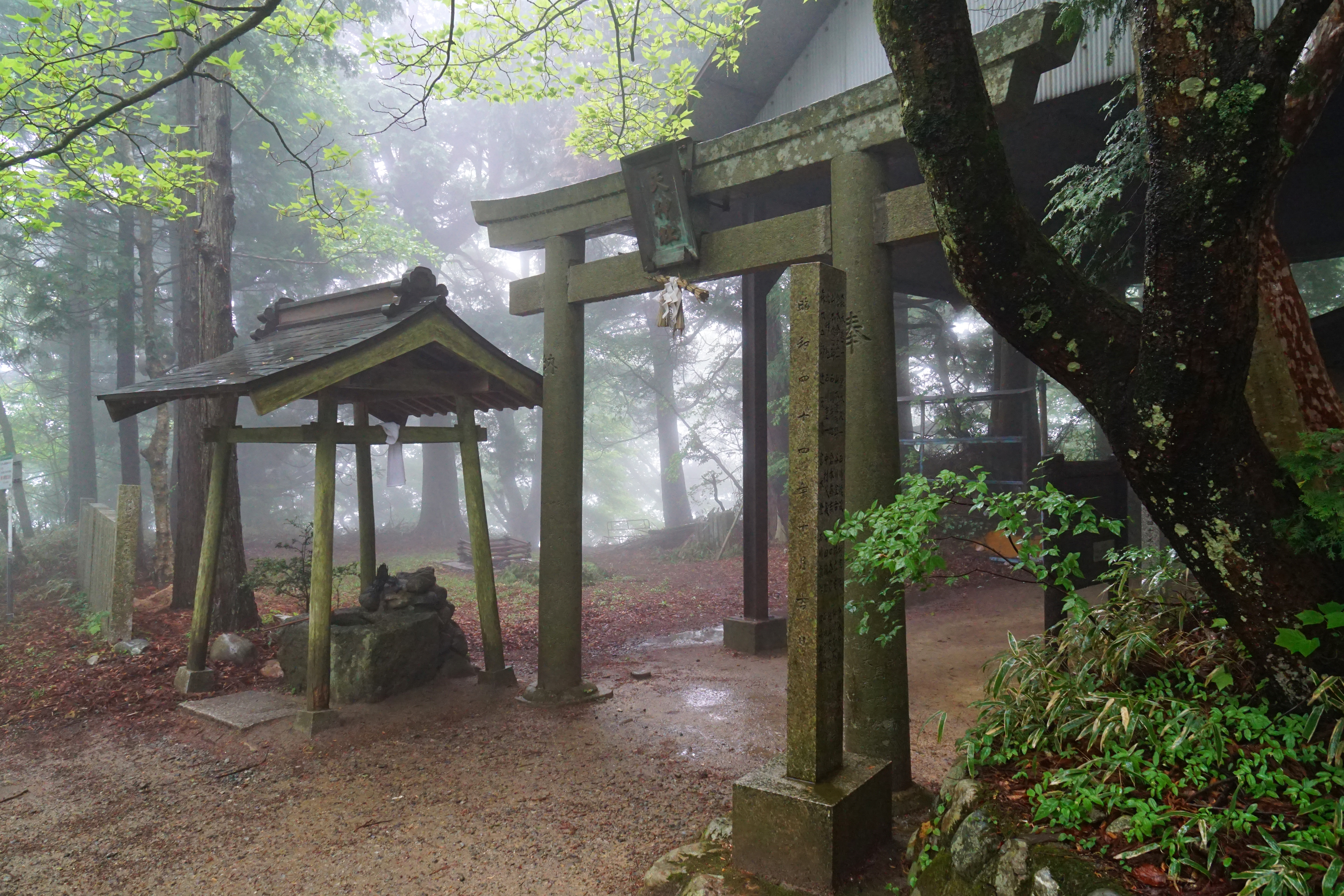
葛城天神社
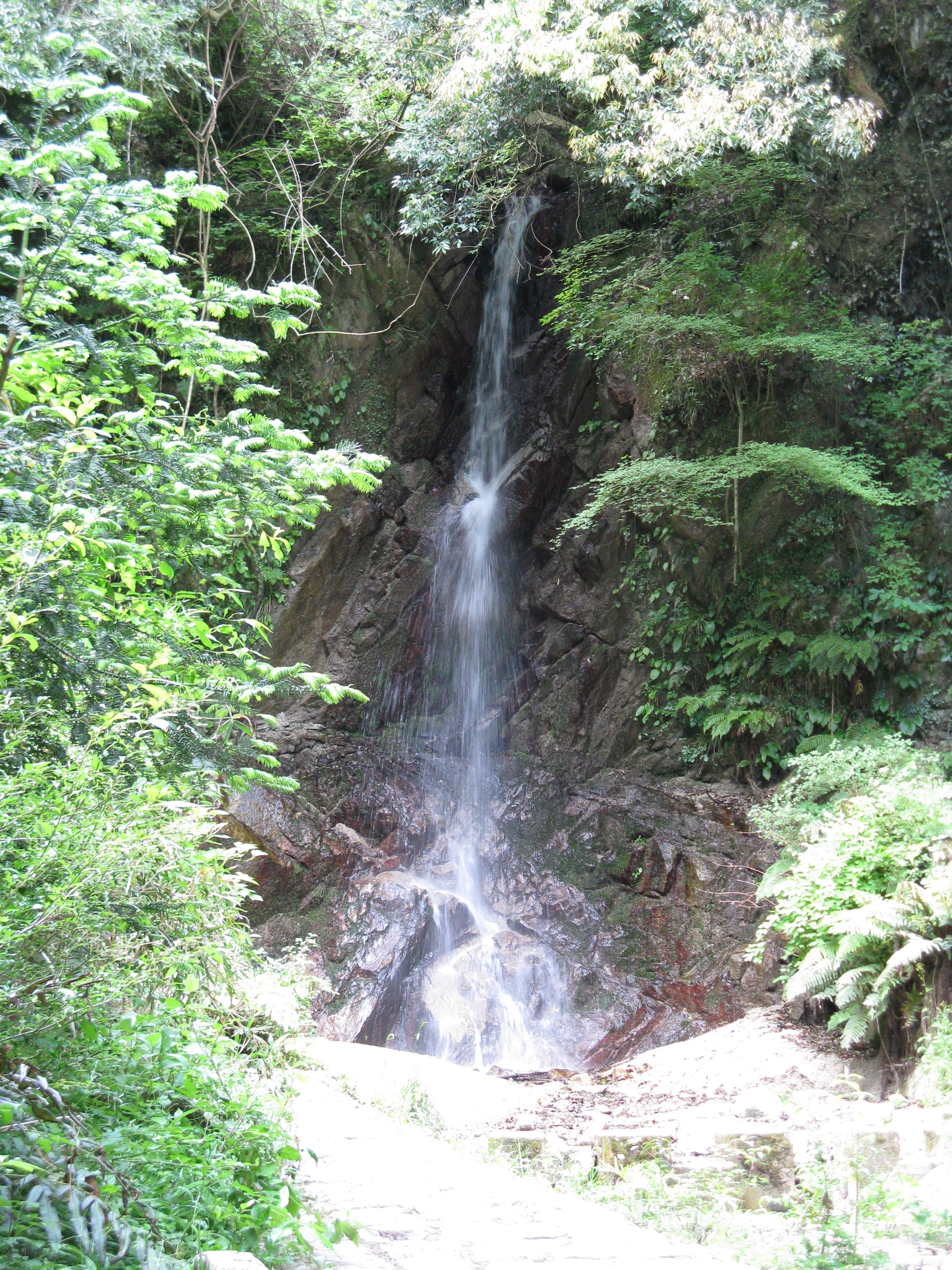
櫛羅の滝
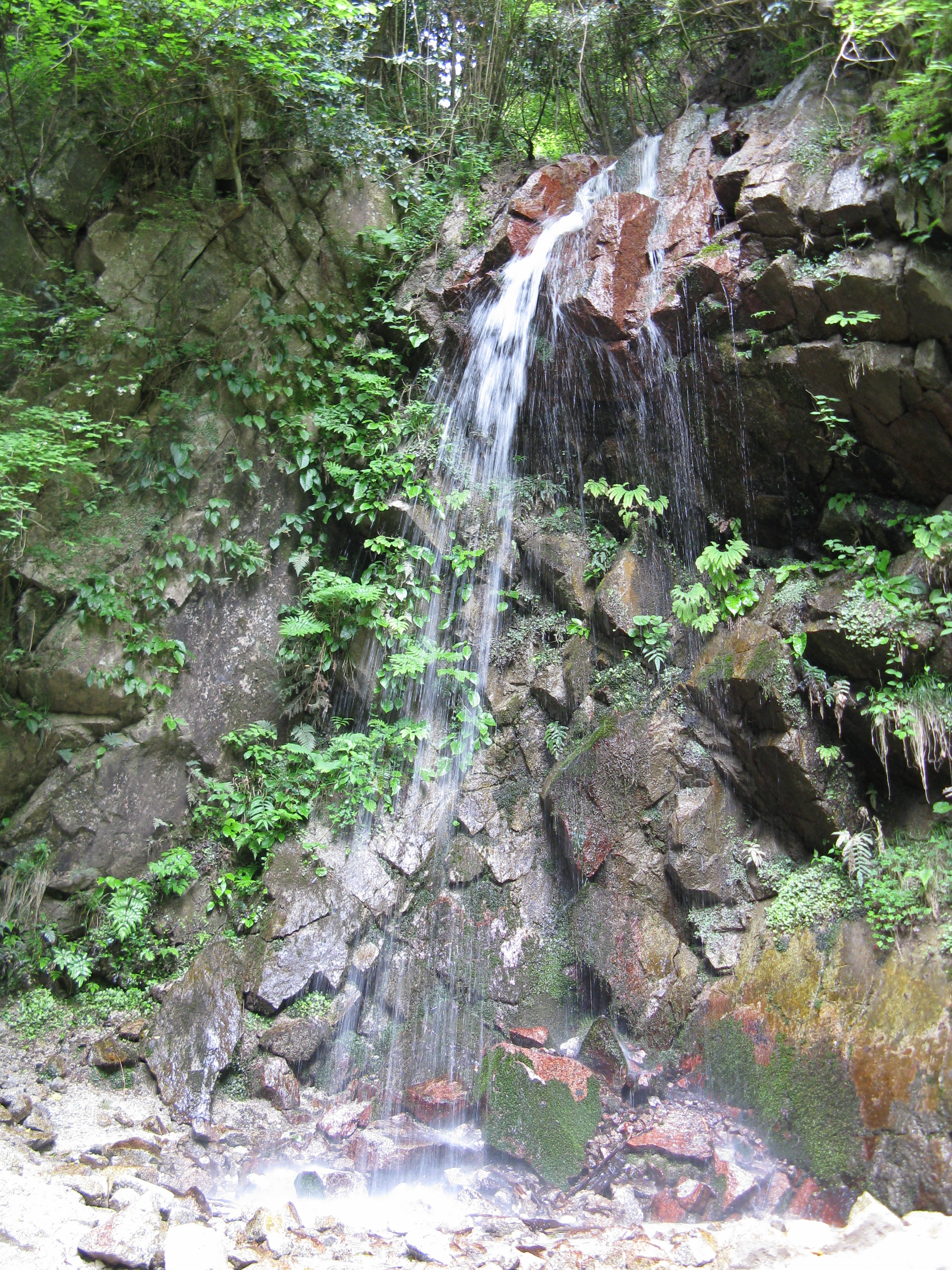
二の滝

## 葛城山へのアクセス
- 近鉄御所線御所駅より奈良交通バス葛城ロープウェイ前行き乗車、近鉄葛城索道線葛城ロープウェイ前下車。
- 近鉄長野線富田林駅より金剛バス水越峠行き乗車、葛城登山口または水越峠下車。